# Patrick Paul
Patrick Martin Paul (Houston, 1º novembre 2001) è un giocatore di football americano statunitense che milita nel ruolo di offensive tackle per i Miami Dolphins della National Football League (NFL).

## Carriera universitaria
Nella prima stagione a Houston nel 2019, Paul disputò come titolare le ultime tre partite. L’anno seguente iniziò le prime due gare come titolare, prima che un infortunio ponesse fine anzitempo alla sua annata. Nel 2021 giocò come tackle sinistro titolare tutte le 14 partite, venendo inserito nella formazione ideale della American Athletic Conference. L’anno seguente fu di nuovo inserito nella prima formazione ideale della conference. Paul consider di rendersi eleggibile nel Draft NFL 2023 ma alla fine decise di tornare a Houston per un’ultima stagione. Nel 2023 fu inserito nella formazione ideale della Big 12 Conference.

## Carriera professionistica

### Miami Dolphins
Paul fu scelto nel corso del secondo giro (55º assoluto) del Draft NFL 2024 dai Miami Dolphins. Debuttò come professionista subentrando nella gara del primo turno vinta contro i Jacksonville Jaguars. La sua prima stagione si chiuse disputando tutte le 17 partite, di cui 3 come titolare.

## Vita privata
È nipote dell’ex presidente nigeriano Johnson Aguiyi-Ironsi e fratello minore della guardia della NFL Chris Paul.